# Deutsche Nordische Skimeisterschaften 1966
Die Deutschen Nordischen Skimeisterschaften 1966 fanden vom 9. bis zum 13. Februar in den bayerischen Städten Reit im Winkl und Ruhpolding sowie am 5. und 6. März im schwäbischen Unterjoch statt. Während das Kombinationsspringen auf der Franz-Haslberger-Schanze (K-68) abgehalten wurde, fand der Spezialsprunglauf auf der großen Zirmbergschanze (K-86) statt. Die Loipen in Reit im Winkl befanden sich auf rund 500 m ü. NHN im Seegatterlgebiet. Die Meisterschaften wurden wegen Schneemangels erst eine Woche vor dem Beginn vom hessischen Willingen nach Reit im Winkl und Ruhpolding verlegt. Der erfolgreichste Athlet war Walter Demel, der drei Meistertitel sowie eine Silbermedaille gewann.

## Programm und Zeitplan
| Datum            | Uhrzeit | Ereignis                  | Geschlecht | Ort           |
| ---------------- | ------- | ------------------------- | ---------- | ------------- |
| Mi., 9. Februar  | 08:00   | 30-km-Langlauf            | Männer     | Reit im Winkl |
| Do., 10. Februar | 10:00   | 5-km-Langlauf             | Frauen     | Reit im Winkl |
| Do., 10. Februar | 13:30   | Kombinationsspringen      | Männer     | Reit im Winkl |
| Fr., 11. Februar | 08:30   | 15-km-Langlauf            | Männer     | Reit im Winkl |
| Fr., 11. Februar | 10:30   | 3 × 5-km-Verbandsstaffel  | Frauen     | Reit im Winkl |
| Sa., 12. Februar | 09:00   | 4 × 10-km-Verbandsstaffel | Männer     | Reit im Winkl |
| Sa., 12. Februar | 14:00   | Ausscheidungsspringen     | Männer     | Ruhpolding    |
| So., 13. Februar | 13:30   | Skispringen               | Männer     | Ruhpolding    |
|                  |         |                           |            |               |
| Sa., 5. März     |         | 4 × 10-km-Vereinsstaffel  | Männer     | Unterjoch     |
| So., 6. März     |         | 50-km-Skimarathon         | Männer     | Unterjoch     |

## Skilanglauf

### Frauen

#### 5km
| Platz | Name              | Verein         | Zeit (h)  |
| ----- | ----------------- | -------------- | --------- |
| 01    | Barbara Barthel   | SC Wunsiedel   | 0:26:59,0 |
| 02    | Margit Scherer    | WSV Isny       | 0:27:30,6 |
| 03    | Rita Czech-Blasel | SC Freiburg    | 0:27:33,8 |
| 04    | Michaela Endler   | WSV Oberaudorf | 0:27:55,4 |
| 05    | Monika Schnieber  | WSV Braunlage  | 0:28:30,8 |
| 06    | Annemie Amslinger | TV Altötting   | 0:30:17,5 |

Datum: Donnerstag, 10. Februar 1966

Bei nebligem Wetter und Temperaturen um den Gefrierpunkt verpasste die Vorjahressiegerin Margit Scherer die Titelverteidigung. Dabei lag die Allgäuerin bis zwei Kilometer vor dem Ziel in Führung, fiel jedoch aufgrund eines Bindungsschadens am Ski auf den zweiten Platz zurück. Deutsche Meisterin wurde daher Barbara Barthel. Die 35-jährige Seriensiegerin Rita Czech-Blasl gewann als Dritte eine weitere Medaille.

#### Verbandsstaffel
| Platz | Namen                                                 | Verband           | Zeit (h) |
| ----- | ----------------------------------------------------- | ----------------- | -------- |
| 01    | Michaela Endler Veronika von Kaufmann Barbara Barthel | BSV I (Bayern)    | 1:07:05  |
| 02    |                                                       | SSV (Schwaben)    | 1:11:19  |
| 03    |                                                       | SVS (Schwarzwald) | 1:11:50  |

Datum: Freitag, 11. Februar 1966

Weitere Platzierungen:

4. Platz: Harz I (1:13:59 h)

5. Platz: Bayern II (1:17:36 h)

In der Frauenstaffel gelang dem BSV der erste Titelgewinn seit 1954. Insgesamt nahmen sieben Staffeln teil.

### Männer

#### 15 km
| Platz | Name                | Verein            | Zeit (h) |
| ----- | ------------------- | ----------------- | -------- |
| 01    | Karl Buhl           | SC Sonthofen      | 0:44:41  |
| 02    | Walter Demel        | SC Zwiesel        | 0:45:02  |
| 03    | Herbert Steinbeißer | SC Ruhpolding     | 0:46:29  |
| 04    | Johann Willmann     | WSV Titisee       | 0:46:57  |
| 05    | Eduard Lengg        | WSV Reit im Winkl | 0:47:06  |
| 06    | Horst Möhwald       | SC Spitzingsee    | 0:47:08  |
| 07    | Georg Thoma         | SC Hinterzarten   | 0:47:10  |
| 08    | Siegfried Weiß      | SZ Brend          | 0:47:11  |
| 09    | Alfons Dorner       | WSV Reit im Winkl | 0:47:27  |
| 10    | Klaus Ganter        | SC Menzenschwand  | 0:47:55  |

Datum: Freitag, 11. Februar 1966

Einen Überraschungssieg feierte der Sonthofener Karl Buhl, der sich zum ersten Mal in die Meisterliste eintragen konnte und so den favorisierten Walter Demel besiegte. Auf einer harten, eisigen Spur mit steilen Abfahrten kamen einige der rund 150 Teilnehmer zu Fall oder brachen sich den Ski. Einer der Leidtragenden war auch Demel, der in einer Abfahrt stürzte, sich aber auch fälschlicherweise weit im Vorsprung wähnte. Der ortsansässige Herbert Steinbeißer wurde Dritter.

#### 30 km
| Platz | Name                | Verein                | Zeit (h) |
| ----- | ------------------- | --------------------- | -------- |
| 01    | Walter Demel        | SC Zwiesel            | 1:51:48  |
| 02    | Herbert Steinbeißer | SC Ruhpolding         | 1:58:12  |
| 03    | Karl Buhl           | SC Sonthofen          | 1:58:59  |
| 04    | Helmut Gerlach      | WSV Braunlage         | 2:00:24  |
| 05    | Horst Möhwald       | SC Spitzingsee        | 2:01:39  |
| 06    | Günther Obermaier   | SZ Bernau             | 2:01:48  |
| 07    | Alfons Dorner       | WSV Reit im Winkl     | 2:01:50  |
| 08    | Horst Kohler        | SC Immenstein-Neusatz | 2:01:56  |
| 09    | Siegfried Weiß      | SZ Brend              | 2:03:19  |
| 10    | Helmut Eschle       | SC Schönwald          | 2:03:51  |

Datum: Mittwoch, 9. Februar 1966

Weitere Platzierungen:

11. Platz: Max Haberstroh (2:04:40 h)

12. Platz: Herbert Steinebrunner (2:04:43 h)

13. Platz: Peter Uhlig (2:05:29 h)

14. Platz: Sven Jörgensen (2:06:16 h)

15. Platz: Simon Stolz (2:06:38 h)

Die Langlaufstrecke wurde als die schwerste 30-km-Loipe bei deutschen Meisterschaften in der Nachkriegszeit beschrieben und beinhaltete eine zehn Kilometer lange Teilstrecke, die dreimal durchlaufen werden musste. Hinzu kaum ein Dauerregen, der das Langlaufen zusätzlich erschwerte. Kaum verwunderlich ist es daher, dass der herausragende Athlet Walter Demel die Konkurrenz dominierte und mit sechseinhalb Minuten Vorsprung seinen 15. deutschen Meistertitel gewann.

#### 50 km
| Platz | Name                | Verein            | Zeit (h) |
| ----- | ------------------- | ----------------- | -------- |
| 01    | Walter Demel        | SC Zwiesel        | 3:03:08  |
| 02    | Helmut Gerlach      | WSV Braunlage     | 3:08:37  |
| 03    | Herbert Steinbeißer | SC Ruhpolding     | 3:11:44  |
| 04    | Siegfried Weiß      | SZ Brend          | 3:12:41  |
| 05    | Peter Uhlig         | SV Baiersbronn    | 3:17:36  |
| 06    | Herbert Merkel      | SC Dörflas        | 3:17:46  |
| 07    | Max Haberstroh      | SC Schonach       | 3:18:59  |
| 08    | Johann Willmann     | WSV Titisee       | 3:19:36  |
| 09    | Werner Beyer        | WSV Braunlage     | 3:19:37  |
| 10    | Xaver Kraus         | WSV Reit im Winkl | 3:20:46  |

Datum: Sonntag, 6. März 1966

Nachdem sich Walter Demel in den ersten Runden noch mit Helmut Gerlach einen harten Zweikampf lieferte, gewann er letztlich deutlich zum dritten Mal in Folge das 50-km-Rennen. Der zusätzlichen Herausforderung durch die wechselnden Schneeverhältnisse konnten einige Athleten nicht gerecht werden, sodass lediglich 42 von ursprünglich 73 Teilnehmern das Ziel erreichten.

#### Verbandsstaffel
| Platz | Namen                                                     | Verband             | Zeit (h) |
| ----- | --------------------------------------------------------- | ------------------- | -------- |
| 01    | Karl Buhl Eduard Lengg Herbert Steinbeißer Walter Demel   | BSV I (Bayern)      | 2:32:09  |
| 02    | Johann Willmann Siegfried Weiß Klaus Ganter Georg Thoma   | SVS I (Schwarzwald) | 2:34:47  |
| 03    | Josef Niedermeier Theo Merkel Alfons Dorner Horst Möhwald | BSV II (Bayern)     | 2:35:16  |

Datum: Samstag, 12. Februar 1966

Weitere Platzierungen:

4. Platz: Bayern IV (2:36:49 h)

5. Platz: Harz (2:36:57 h)

6. Platz: Schwarzwald III (2:37:23 h)

7. Platz: Nordrhein-Westfalen (2:37:49 h)

8. Platz: Schwaben (2:38:19 h)

#### Vereinsstaffel
| Platz | Namen                                                           | Verein            | Zeit (h) |
| ----- | --------------------------------------------------------------- | ----------------- | -------- |
| 01    | Werner Krebs Wilhelm Schmidt Werner Beyer Helmut Gerlach        | WSV Braunlage     | 2:16:40  |
| 02    | Alfons Dorner Anton Reiter Xaver Kraus Eduard Lengg             | WSV Reit im Winkl | 2:18:25  |
| 03    | Bernhard Dorer Peter Weiß Siegfried Weiß Karl-Heinz Scherzinger | SZ Brend          | 2:19:21  |

Datum: Samstag, 5. März 1966

Weitere Platzierungen:

4. Platz: SC Ruhpolding (2:22:17 h)

5. Platz: SC Zwiesel (2:22:30 h)

6. Platz: SK Nesselwang (2:23:36 h)

7. Platz: SC Schonach (2:24:22 h)

8. Platz: SC Hochvogel München (2:25:25 h)

9. Platz: SC Willingen (2:25:56 h)

10. Platz: EV Eisenbach (2:27:35 h)

Teilnehmer: 26 Teams

## Nordische Kombination

### Einzel
| Platz | Name               | Ort               | Gesamtpunkte |
| ----- | ------------------ | ----------------- | ------------ |
| 01    | Georg Thoma        | SC Hinterzarten   | 481,33       |
| 02    | Franz Keller       | SK Nesselwang     | 463,20       |
| 03    | Eduard Lengg       | WSV Reit im Winkl | 451,47       |
| 04    | Horst Möhwald      | SC Spitzingsee    | 450,40       |
| 05    | Günther Naumann    | TSV Urach         | 422,30       |
| 06    | Klaus Ganter       | SC Menzenschwand  | 421,84       |
| 07    | Axel Zerlaut       | WSV Isny          | 414,62       |
| 08    | Alfred Bernhard    | SV Weiler         | 407,89       |
| 09    | Arthur Bodenmüller | SC Partenkirchen  | 403,47       |
| 10    | Alfred Winkler     | SK Winterberg     | 393,44       |

Datum: Donnerstag, 10. Februar und Freitag, 11. Februar 1966

Zum neunten und letzten Mal gewann Georg Thoma den Meistertitel in der Kombination. Nach dem Sprunglauf war noch Franz Keller in Führung gelegen, doch sicherte sich Thoma mit der drittbesten Laufzeit noch den Sieg. Ebenso aufgrund der herausragenden Laufzeit von 47:06 Minuten gelang Edi Lengg noch der Sprung aufs Podest.

## Skispringen

### Großschanze
| Platz | Name               | Verein           | Weite 1 | Weite 2 | Punkte |
| ----- | ------------------ | ---------------- | ------- | ------- | ------ |
| 01    | Franz Keller       | SK Nesselwang    | 93,0 m  | 95,0 m  | 227,5  |
| 02    | Heini Ihle         | SC Oberstdorf    | 91,5 m  | 86,0 m  | 207,8  |
| 03    | Georg Thoma        | SC Hinterzarten  | 88,5 m  | 86,0 m  | 203,1  |
| 04    | Günther Göllner    | 1. FC Bayreuth   | 96,0 m  | 90,5 m  | 199,9  |
| 05    | Wolfgang Schüller  | SC Mannheim      | 89,0 m  | 83,0 m  | 198,6  |
| 06    | Helmut Kurz        | SK Berchtesgaden | 77,0 m  | 75,5 m  | 210,4  |
| 07    | Helmut Wegscheider | SC Hammer        | 86,5 m  | 84,0 m  | 193,5  |
| 08    | Karl-Heinz Munk    | SC Partenkirchen | 86,5 m  | 84,0 m  | 192,5  |
| 09    | Wolfgang Happle    | SK Meinerzhagen  | 91,0 m  | 89,5 m  | 181,5  |
| 10    | Henrik Ohlmeyer    | SK Bischofsgrün  | 91,0 m  | 86,0 m  | 179,6  |

Datum: Sonntag, 25. Februar 1968

Der 21 Jahre alte Kombinierer Franz Keller setzte sich auf der großen Zirmbergschanze ab und gewann seine erste deutsche Skisprungmeisterschaft. Der Mitfavorit Henrik Ohlmeyer stürzte und verletzte sich am Ellenbogen, es reichte nur zu Rang zehn. Bundestrainer war Ewald Roscher.

## Zeitungsartikel und Weblinks
- Nordische Skimeisterschaften in Reit i. W., Passauer Neue Presse, Ausgabe Nr. 32 vom Mittwoch, dem 9. Februar 1966.
- Walter Demel wieder deutscher 30-km-Skimeister, PNP, Ausgabe Nr. 33 vom Donnerstag, dem 10. Februar 1966.
- Barbara Barthel aus Wunsiedeln deutsche Meisterin, PNP, Ausgabe Nr. 34 vom Freitag, dem 11. Februar 1966.
- Neunter Kombinationstitel für G. Thoma, PNP, Ausgabe Nr. 35 vom Samstag, dem 12. Februar 1966.
- Franz Keller deutscher Meister der Skispringer, PNP, Ausgabe Nr. 36 vom Montag, dem 14. Februar 1966.
- Walter Demel zum drittenmal deutscher 50-km-Meister, PNP, Ausgabe Nr. 54 vom Montag, dem 7. März 1966.